# وسمه (سرده)
وسمه (نام علمی: Isatis) نام یک سرده از تیره شب‌بویان است.